# طابیشه
طابیشه(به کردی: تاویشە، Tawîshe) روستایی از توابع بخش سرشیو شهرستان سقز است که در استان کردستان ایران قرار دارد.

## جمعیت
این روستا در دهستان ذوالفقار واقع شده و براساس سرشماری سال ۱۳۸۵، جمعیت آن ۳۶ نفر (۶ خانوار) بوده‌است.